# Władimir Kononow
Władimir Pietrowicz Kononow, pseudonim Car (ros. Влади́мир Петро́вич Ко́нонов; ur. 14 października 1974 w Hirśkem) – ukraiński wojskowy i separatysta, minister obrony nieuznawanej międzynarodowo Donieckiej Republiki Ludowej od 2014.
Pochodzi z Doniecka. W 1995 ukończył szkołę lotniczą, a w 1999 naukę w Instytucie Pedagogicznym w Słowiańsku. Był pilotem w wojsku, a także przez ponad 20 lat trenerem judo. Do 2014 służył w wojsku ukraińskim, następnie przeszedł na stronę separatystów z Donieckiej Republiki Ludowej. Walczył jako ochotnik po stronie prorosyjskiej, dowodząc m.in. oddziałem w Słowiańsku. 14 sierpnia 2014 zastąpił Igora Girkina na stanowisku ministra obrony DRL, gdy ten przeszedł na stanowisko szefa sztabu. W 2015 awansowany na stopień majora generała.
Jest żonaty, ma jedno dziecko.